# 福祉のひろば冨士の湯
福祉のひろば冨士の湯（ふくしのひろばふじのゆ）は山形県天童市鎌田にあるサービス付き高齢者向け住宅。

## 施設の概要
同県酒田市に本社を置く株式会社福祉のひろばが委託を受けて運営。介護サービス事業所が併設されており、協力医療機関として天童温泉篠田病院がある。天童温泉の源泉を利用した大浴場を有する。

## 施設の前身
明治44年に天童温泉が開削された際に、最初に掘り当てたのが「冨士の湯」の前身の「藤の湯」とされる。「藤の湯」は天童温泉の発展と共に「冨士乃湯」「冨士の湯」とホテルとしての変遷を経たが、後継者不足などから、2008年10月に「福祉のひろば冨士の湯」として業務転換を図った。
ホテル富士の湯の経営者がそのまま福祉のひろばの所有者として引き継いだ。
温泉街への異業種参入する形となったが、温泉団体関連の会合への出席などを通じて、地域と良好な関係を保ち、新たな雇用や地元の消費拡大にもつながっている。